# Фонд Билла и Мелинды Гейтс
Фонд Билла и Мелинды Гейтс (англ. Bill & Melinda Gates Foundation) — ранее известный как «Фонд Уильяма Х. Гейтса», является частным фондом, основанным Биллом и Мелиндой Гейтс. Он был открыт в 2000 году и считается крупнейшим частным фондом в Соединенных Штатах с активами в размере 50,7 млрд долларов. Основными целями фонда являются глобальное улучшение здравоохранения, сокращение нищеты, расширение образовательных возможностей и доступа к информационным технологиям. Фонд основан в Сиэтле, штат Вашингтон и находится под контролем трех его попечителей: Билла и Мелинды Гейтс и Уоррена Баффета. По состоянию на 31 декабря 2017 года вклад фонда составлял 50,7 млрд долларов США. Его масштаб и то, как он стремится применять бизнес-методы к пожертвованиям, делают его одним из лидеров венчурной филантропии. В 2007 году его основатели были признаны вторыми самыми щедрыми филантропами в США, а Уоррен Баффет первым. Билл и Мелинда Гейтс пожертвовали в фонд 36,8 млрд долларов.
С момента своего основания, фонд поддерживал широкий спектр социальных, медицинских и образовательных разработок.

## История
Фонд был основан в 1994 году и изначально именовался Фонд Уильяма Гейтса (англ. William H. Gates Foundation). В 1999 году он сменил название на Фонд Билла и Мелинды Гейтс, а в 2000 году состоялось его слияние с Образовательным фондом Гейтса (англ. Gates Learning Foundation). Фонд базируется в Сиэтле, на 31 декабря 2020 года располагал средствами в размере 49,9 млрд долларов. За свою благотворительную деятельность Билл и Мелинда Гейтс (а также музыкант Боно) в 2005 году были признаны людьми года по версии журнала Time. В июне 2010 года Уоррен Баффет сделал самое крупное в истории США пожертвование на сумму 37 млрд долларов.

## Деятельность
Главной целью фонда является поддержка и улучшение системы здравоохранения, а также преодоление голода в бедных странах. Средства фонда направлялись на программу по предупреждению и лечению ВИЧ/СПИДа и туберкулёза, на борьбу с малярией, в проекты по иммунизации детей в Индии и Африке, в том числе в рамках Альянса GAVI, и другие инициативы.
Приоритетным направлением фонда в Соединённых Штатах является программа по совершенствованию системы образования. Так, в 2009 году фондом было объявлено о намерении выделить 12,9 млн долларов на улучшение методов дистанционного обучения в США, поддержку современных мультимедийных учебных материалов, а также создание интерактивных учебных классов. Осенью 2009 года фонд предоставил Украине грант на сумму 25 млн долларов для компьютеризации около тысячи публичных библиотек.
Начиная с 2009 года, Билл Гейтс публикует на официальном сайте Фонда Билла и Мелинды Гейтс «Ежегодное Послание Билла Гейтса», в котором рассказывает о достижениях своей благотворительной организации, а также строит планы.
В январе 2014 года, фонд Билла и Мелинды Гейтс выделяет грант на разработку системы, которая позволяет женщинам регулировать свою фертильность.
В октябре 2017 фонд запустил блокчейн-проект, получивший название Mojaloop. Цель проекта — обеспечить беднейшим слоям населения доступ к финансовым услугам. Проект реализован с использованием протокола Ripple Interledger.
В январе 2020 года фонд Билла и Мелинды Гейтс анонсировал пожертвование в размере 10 млн долларов на борьбу с COVID-19. В феврале 2020 фонд объявил о повышении этой суммы до 100 млн долларов. Около 20 млн долларов из той суммы должны пойти на выявление заболевания, а также изоляцию и уход за зараженными, ещё 20 млн должны быть направлены органам здравоохранения стран южной Азии и Африки для развития центров неотложной помощи и мер по надзору за больными. Оставшиеся 60 млн планируется направить на создание вакцины.

## Критика
В 2009 году авторитетный медицинский журнал The Lancet выступил с критикой фонда, упрекая его в отсутствии достаточного внимания к реальным нуждам здравоохранения, а также недостаточной прозрачности ассигнований организации. Другие замечания в адрес фонда касались его ориентированности на краткосрочную перспективу и увеличения зависимости бедных стран от Запада.
Также фонд инвестирует активы, которые он ещё не распределил, исключительно по принципу максимизации прибыли от вложенных средств. В результате в число проинвестированных вошли компании, которые были подвергнуты критике за увеличения уровня бедности в тех же самых развивающихся странах, в которых фонд пытается уменьшить бедность. К ним относятся компании, которые сильно загрязняют среду и фармацевтические компании, которые не продают медикаменты в развивающихся странах. В ответ на критику прессы фонд в 2007 году объявил, что сделает аудит своих инвестиций для оценки социальной ответственности. Но впоследствии аудит был отменён.
Программы Гейтса по реформированию государственных школ попали под критику работников образования, родителей и исследователей продвижения реформ, которые считают их подрывом государственного образования. Реформы включают закрытие местных школ в пользу негосударственных учебных заведений, использование стандартизированных тестов для оценки учеников, учителей и школы, и оплату труда учителей на основе тестов. Критики также считают, что Гейтс оказывает слишком большое влияние на государственную политику в области образования, не будучи подотчётным избирателям и налогоплательщикам.

## В цифрах
- По состоянию на конец 2016 года Билл Гейтс передал на благотворительные цели более 31 млрд долларов личных денежных средств[21].
- По состоянию на 30 сентября 2021 года фонд Билла и Мелинды Гейтс владеет инвестициями в акции публичных компаний США в размере около 23 млрд долларов[22].